# Hermann Petzold (Weber)

Hermann Petzold

Franz Hermann Petzold (* 10. April 1870 in Lambzig; † 26. Februar 1927) war ein deutscher Weber und Geschäftsführer von konsumgenossenschaftlichen Unternehmen.

## Leben
Hermann Petzold wurde am 10. April 1870 in dem Dörfchen Lambzig bei Netzschkau im Vogtland geboren. Er war der zweite Sohn einer kinderreichen Weberfamilie. Nach dem Besuch der Volksschule in Plauen und der in Netzschkau erlernte er das Weberhandwerk. Diesen Beruf übte er bis zum Jahr 1898 aus, dann wurde er als Kassierer des Netzschkauer Konsumvereins angestellt. Zuvor gehörte er bereits vier Jahre dem Aufsichtsrat dieser Genossenschaft an. Im Jahr 1900 wurde er Geschäftsführer der Genossenschaft.
1905 wechselte er nach Essen in die Position des Zweiten Geschäftsführers des großen Bürger- und Arbeiter-Konsumvereins Eintracht. In der Eintracht wurde er dort zwei Jahre später Erster Geschäftsführer und in dieser Funktion ab 1909 Aufsichtsrat der Großeinkaufs-Gesellschaft Deutscher Consumvereine GEG. 
1912 begann er bei der GEG als Betriebsleiter der Seifenfabrik in Gröba. Auf der Generalversammlung in Köln wurde er 1918 zum Geschäftsführer der GEG ab 1. Oktober ernannt. Nach dem Tod von Adolf Gustav Seifert 1920 gehörte er an dessen Stelle als Vertreter der GEG dem Ausschuss des Zentralverbandes deutscher Konsumvereine und dem Aufsichtsrat der Verlagsgesellschaft deutscher Konsumvereine an. In der internationalen Genossenschaftsbewegung wirkte er in der Exekutive und im Ausschuss der Internationalen Großeinkaufsgesellschaft.
Er starb am 26. Februar 1927.